# Wolfgang Rolff
Wolfgang Rolff (født 26. december 1959 i Lamstedt, Vesttyskland) er en tidligere tysk fodboldspiller (midtbane) og -træner.
Han spillede i adskillige klubber i hjemlandet, mest nævneværdigt Hamburger SV, Bayer Leverkusen og Karlsruhe. Han var i en kort overgang også i udlandet, hos RC Strasbourg i Frankrig. Hos Hamburg var han med til at vinde både det tyske mesterskab og Mesterholdenes Europa Cup, mens det hos Leverkusen blev til triumf i UEFA Cuppen.
Rolff spillede desuden 37 kampe for Vesttysklands landshold. Han repræsenterede sit land ved både EM i 1984, VM i 1986 og EM i 1988. Størst succes kom ved 1986-slutrunden, hvor holdet vandt sølv.
Rolff har efter sit stop som spiller gjort karriere som træner. Han har været assistenttræner i mange klubber, og var desuden i en kort periode ansvarshavende hos VfB Stuttgart i Bundesligaen samt SV Meppen i 2. Bundesliga.

## Titler
Bundesligaen
- 1983 med Hamburger SV

Mesterholdenes Europa Cup
- 1983 med Hamburger SV

UEFA Cup
- 1988 med Bayer Leverkusen